# 広瀬川 (群馬県)
広瀬川（ひろせがわ）は、群馬県渋川市、前橋市及び伊勢崎市を流れる利根川水系の一級河川である。取水地を同じくする一級河川桃ノ木川とともに、灌漑用水として利用された。用水路としては広瀬用水とも呼ばれ、疏水百選に選ばれている。桃ノ木川と併せて広桃用水、広瀬桃木用水とも呼ばれる。江戸時代には比刀根川・比利根川（ひとねがわ）と呼ばれた。

## 地理
群馬県渋川市で利根川から分かれ前橋市街を南東へ流れる。概ねJR両毛線に沿った形で流れ、伊勢崎市境平塚で利根川に合流する。合流点の至近には埼玉県深谷市との県境がある。
小出発電所から出て、県営競技場東から前橋市立岩神小学校東では暗渠となっている。上毛電気鉄道中央前橋駅付近では、駅前ロータリーの整備により暗渠化されている。

## 歴史
戦国時代まで利根川の本流は現在桃木川・広瀬川が流れる低地を流れていたが、応永年間（1394年～1427年）に起こった利根川の変流によって現在の流路に変わったと伝わる。前橋市千代田町に現存する「舟つなぎ石」は当時の渡し船の乗り場の名残と言われている。
広瀬川に言及した最古の文献は貞享元年（1684年）の『前橋風土記』で、以下の記述がある。広瀬・桃木両河川の名称が当時からあったことや、広瀬川が比利根川と呼ばれていたこと、現在とほぼ同じ流路を流れていること、両河川がそれぞれ利根川の別の場所から取水していたことが分かる。
比利根川、土人呼んで広瀬川という。其源利根川と同じ、勢多郡箱田村に到り、分かれて比利根川となる。新田郡平塚村に到り、再び利根川に合して流る。水色清英、中に年魚多し、毎歳秋以来魚簗を水傍に設け、魚を得る事暫時にして巨万なり
元斎堰・勢多郡関根村に在り、利根川の水を分かちて、広瀬の水に溢（み）つ、勢田（ママ）、群馬、那波等の諸郡を過ぎ、田用の水となる
桃木堰・勢田郡真壁村に在り、利根川の水を分かちて細ヶ沢と名づけ田水の便となす。関根、荒牧、川端、日輪寺、北代田、竜蔵寺、青柳、下細井、幸塚、沖之郷、上泉、片貝、三俣、野中、長磯、笂井、小屋原、増田等の諸村各々此の水を以て便となす
江戸時代前期には前橋河岸・伊勢崎河岸が開設され、灌漑のみならず舟運のためにも利用された。
前述のように元来桃ノ木川、広瀬川の引入口は別々であったが、利根川の川敷が低下し、広瀬川引入口から取水ができなくなったため、1905年（明治38年）に「三ノ洗」で桃ノ木川を広瀬川に分水する工事を行った。
1947年（昭和22年）に発生したカスリーン台風の影響により、広桃用水取水口が壊滅的打撃を受けたため、協議の結果対岸を流れる天狗岩用水と共同の取水口を設置することになり、北橘村（現在の渋川市）に新たに坂東大堰合口を設置、隧道内で分岐をし、一方を広桃用水、もう一方を天狗岩用水として板東橋直下をトンネルで対岸へ渡す工事が行われ、1951年（昭和26年）5月に完成した。
しかし砂礫などの流入が多く、取水口からだけの取水では水量が安定しなかったため、1964年（昭和39年）より取水口の改修、隧道の延長等により佐久発電所からの放水を新たに加え、板東大堰合口を予備とすることとなり、昭和42年3月に同工事が完了し安定した水量を確保することが可能となった。
群馬県企業局により、坂東水系総合開発事業の一環として広瀬用水各所に田口、関根、小出、柳原の4発電所を建設、東京電力により前橋発電所、日本カーリットにより広桃発電所がそれぞれ建設された（後述）。
柳原発電所手前の広瀬川制水門以南より（一級河川の）広瀬川として利根川の支流となり、下流にて分流した桃ノ木川なども合流し、伊勢崎市境平塚付近にて再び利根川と合流する。
1947年のカスリーン台風接近時には、集中豪雨のために決壊。伊勢崎市内を広範囲に水没させる契機となった。
現在では親水施設を整備し「水と緑と詩の町」として前橋市のシンボルとなっている。

## 支流
- 風呂川（分流）
- 柳原放水路（分流）
- 端気川（分流）
- 佐久間川
- 韮川（分流）
- 桃ノ木川
- 荒砥川
- 平釜川
- 赤坂川
- 蛇川
- 大川
- 粕川
- 韮川

## 橋梁
- 利根川から取水
- 広桃発電所（旧 田口発電所）
- 内島橋
- 田口橋
- 広瀬川橋側道橋(上)
- 広瀬川橋（国道17号 前橋渋川バイパス）
- 広瀬川橋側道橋(下)
- 広瀬橋（群馬県道161号南新井前橋線）
- 稲荷橋（群馬県道6号前橋箕郷線）
- 梅が橋
- 広瀬橋
- 相生橋
- 石川橋
- 柳橋
- 厩橋（国道17号）
- 比刀根橋
- 絹の橋
- 朔太郎橋
- 諏訪橋（群馬県道3号前橋大間々桐生線）
- 久留万橋（群馬県道4号前橋赤城線）
- 桃井橋
- 広東橋
- 共栄橋
- 朝貝橋
- 新東橋（国道50号）
- 天六橋（群馬県道2号前橋館林線）
- 天大橋
- 新川橋（群馬県道40号藤岡大胡線）
- 新小屋原橋（群馬県道2号 駒形バイパス）
- 落合橋
- 北関東自動車道
- 新須永橋
- 須永橋
- 宮子大橋
- 龍宮橋
- 三ッ家橋
- 新開橋
- 新橋
- 永久橋（群馬県道24号)
- 水管橋

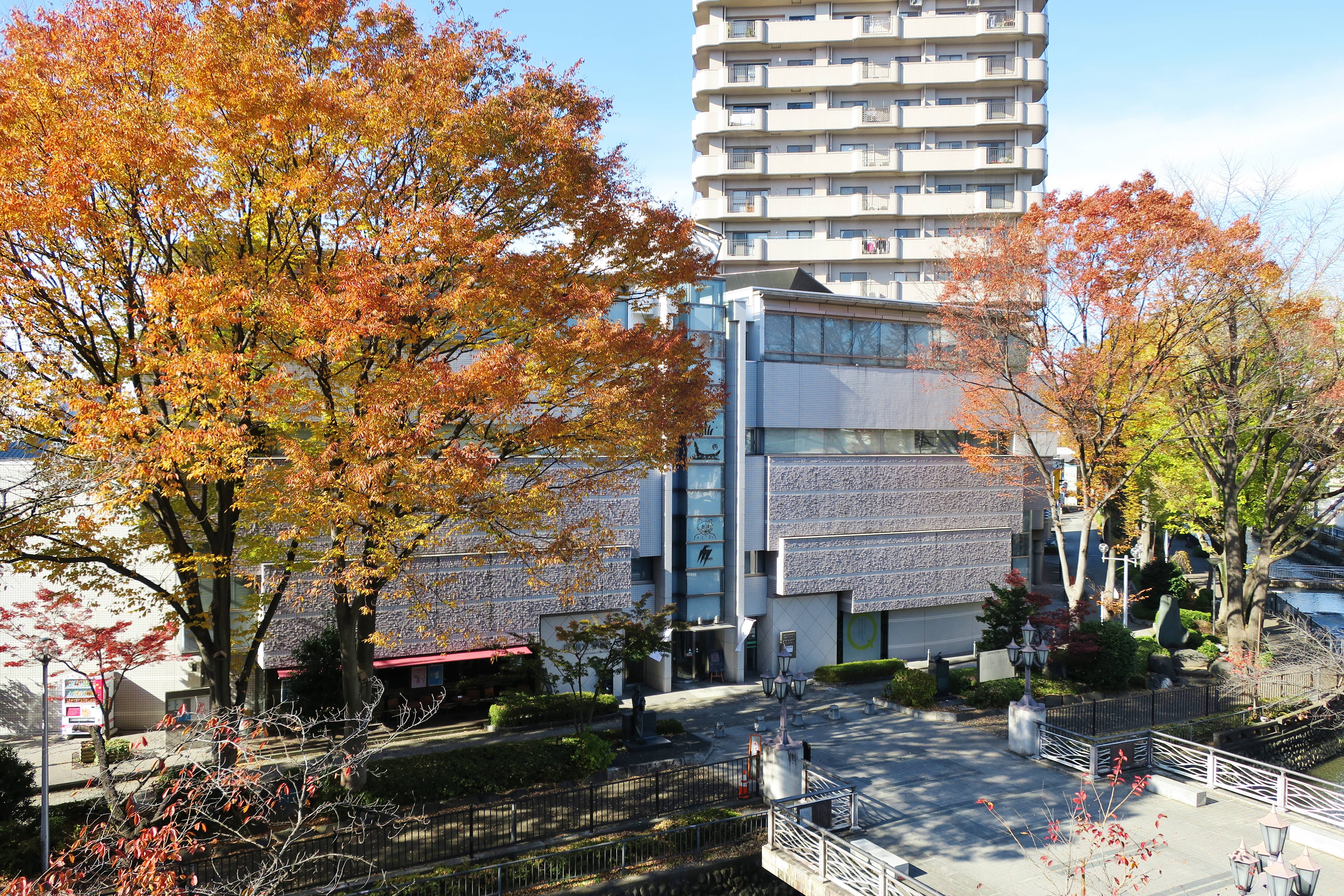
前橋文学館と朔太郎橋（右下）

- 広瀬大橋（群馬県道・埼玉県道18号伊勢崎本庄線）
- 競運橋
- いせさき大橋（群馬県道295号境島村今泉線）
- 光円橋（国道462号）
- 茂呂大橋（国道354号・群馬県道295号）
- 豊受橋（群馬県道295号）
- 豊東橋
- 武士橋（群馬県道142号綿貫篠塚線）
- 昭和橋
- 中島橋
- 利根川合流点

## 河川施設

### 発電所
- 日本カーリット広桃発電所 - 日本カーリット株式会社の自家用発電所[9][10]。
  - 1952年（昭和27年）12月 - 着工。
  - 1953年（昭和28年）12月 - 完成。
  - 1954年（昭和29年）1月 - 運転開始。
- 群馬県営田口発電所[11][12]
  - 1966年（昭和41年）4月24日 - 運転開始。
- 群馬県営関根発電所[11][12]
  - 1967年（昭和42年）5月13日 - 営業運転開始。
- 東京電力リニューアブルパワー前橋発電所[13][14]
  - 1933年（昭和8年）8月 - 広瀬川電力株式会社によって竣工、同月操業開始。
  - 1942年（昭和17年）12月1日 - 配電統制令によって関東配電株式会社に統合。
  - 1951年（昭和26年）5月1日 - 東京電力株式会社となる。
- 群馬県営小出発電所[11][12]
  - 1967年（昭和42年）5月13日 - 営業運転開始。
- 群馬県営柳原発電所[11][12]
  - 1967年（昭和42年）5月13日 - 営業運転開始。

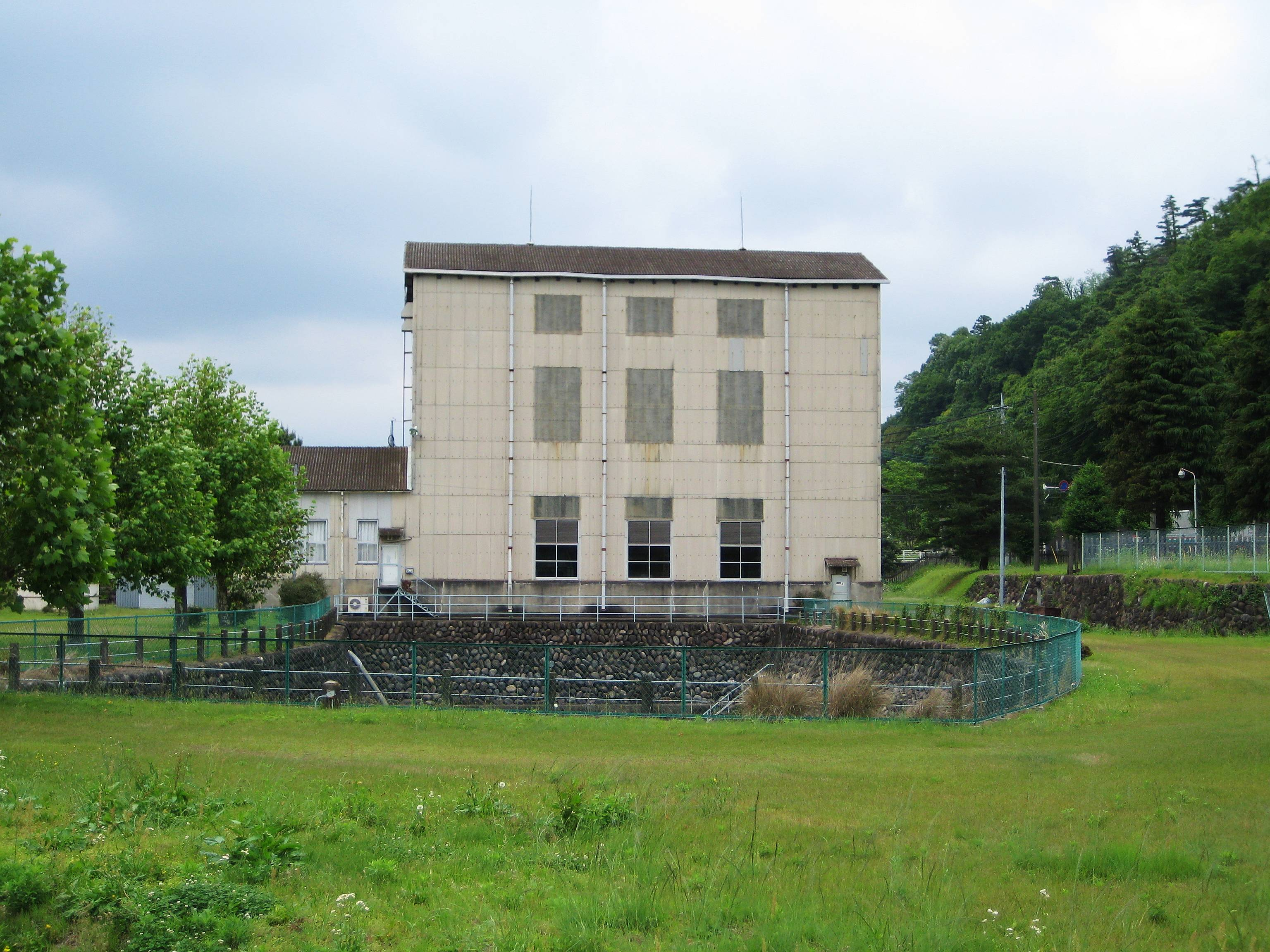
日本カーリット広桃発電所
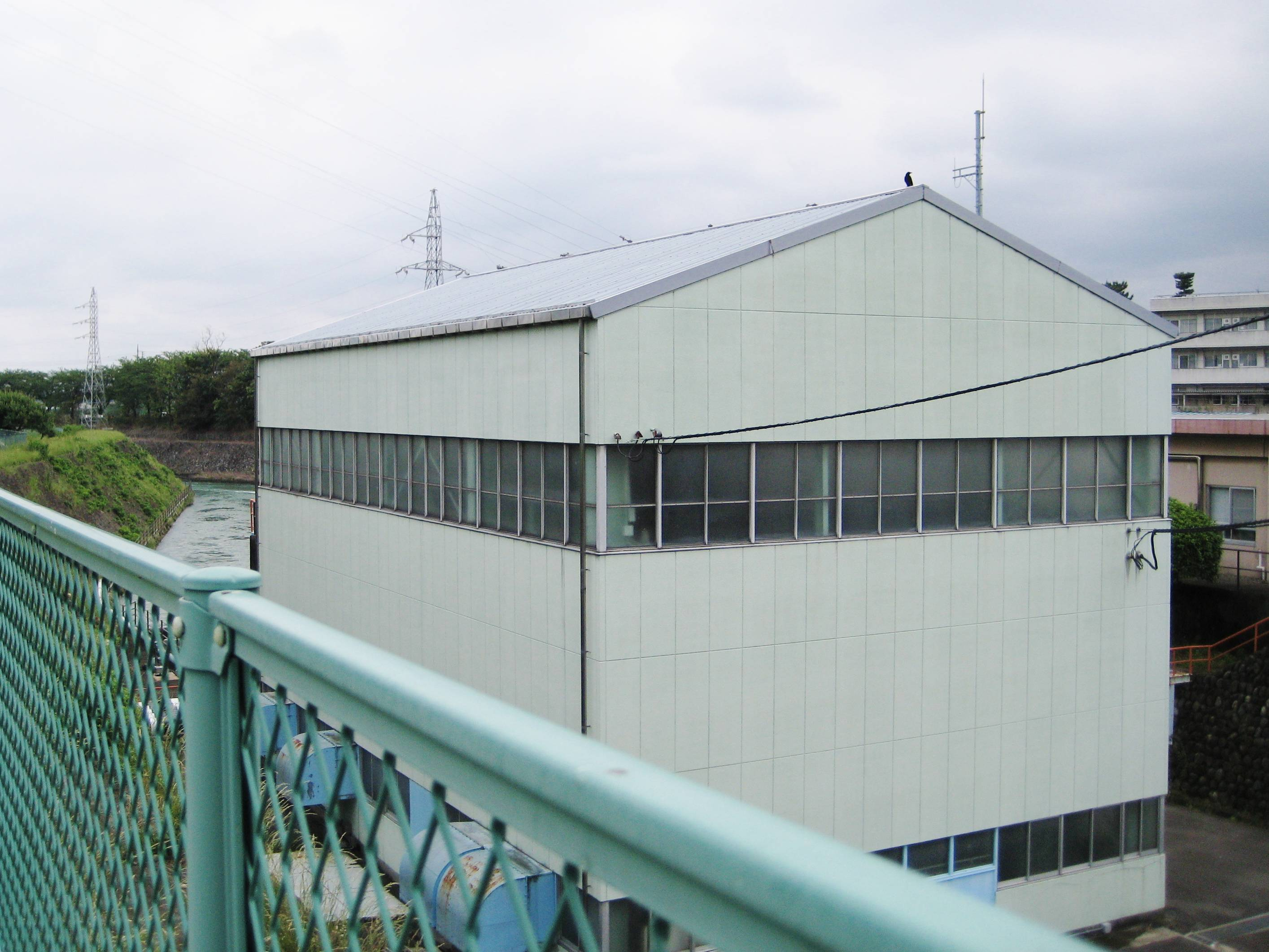
群馬県営田口発電所
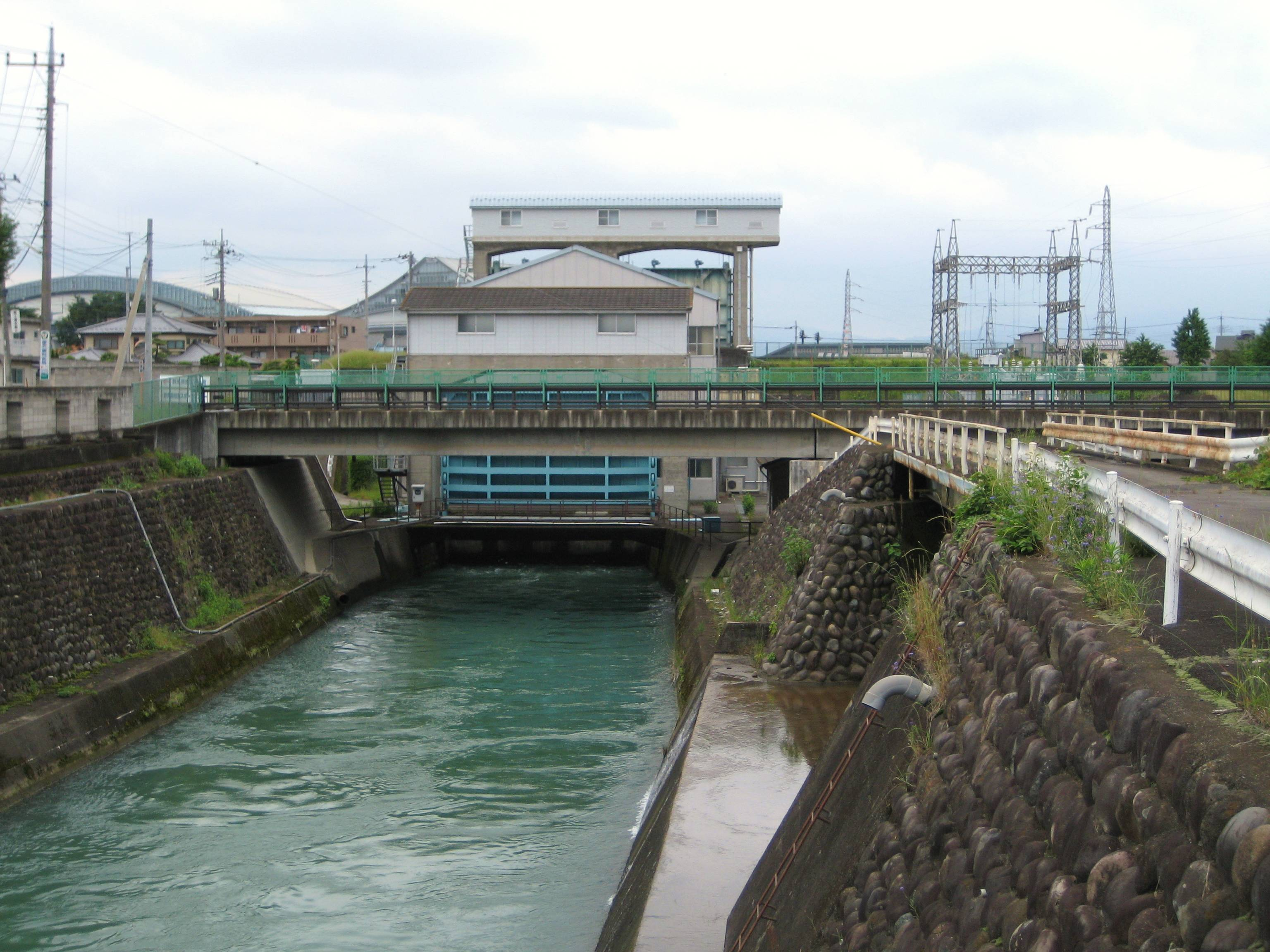
群馬県営関根発電所
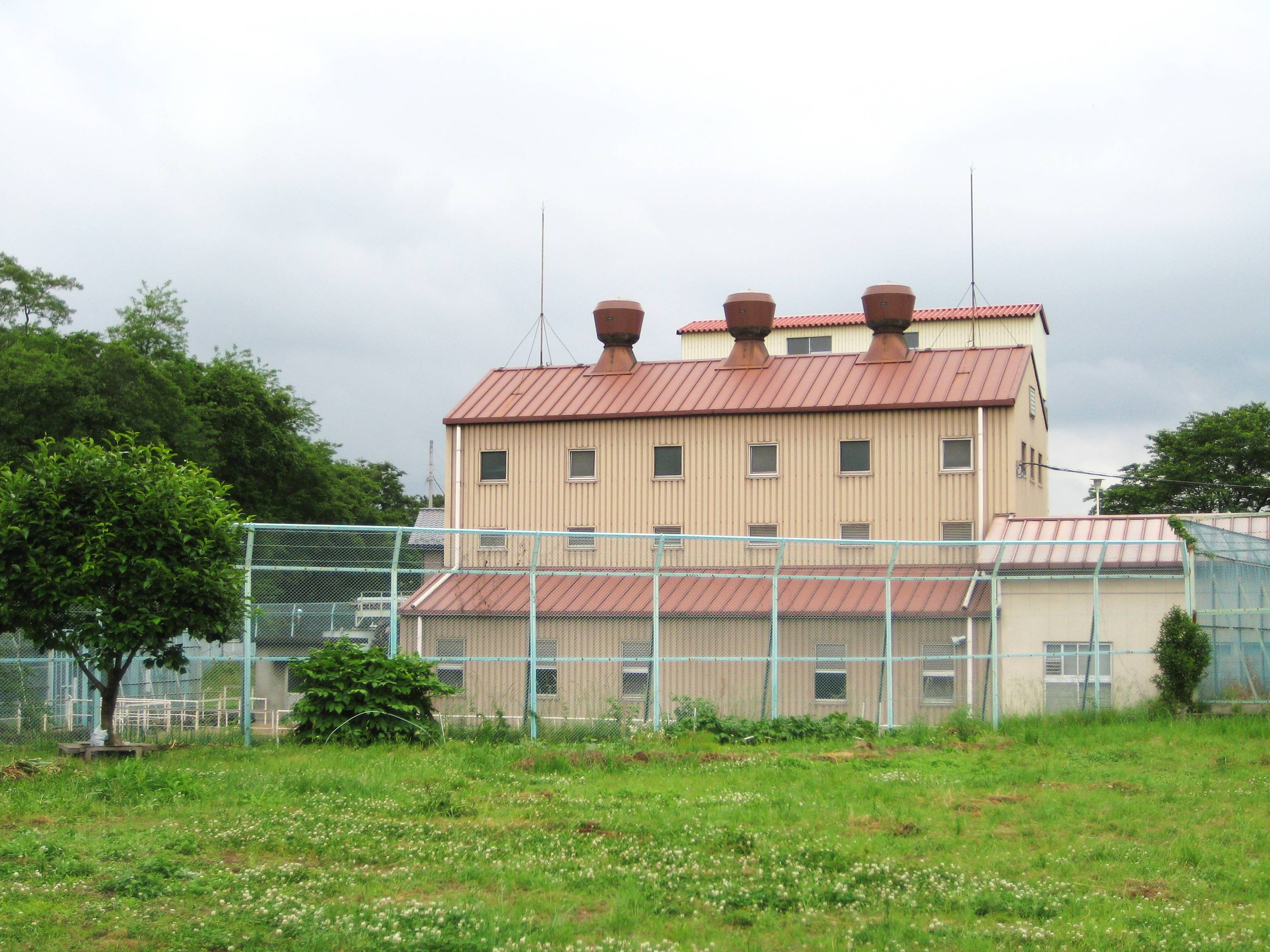
東京電力リニューアブルパワー前橋発電所
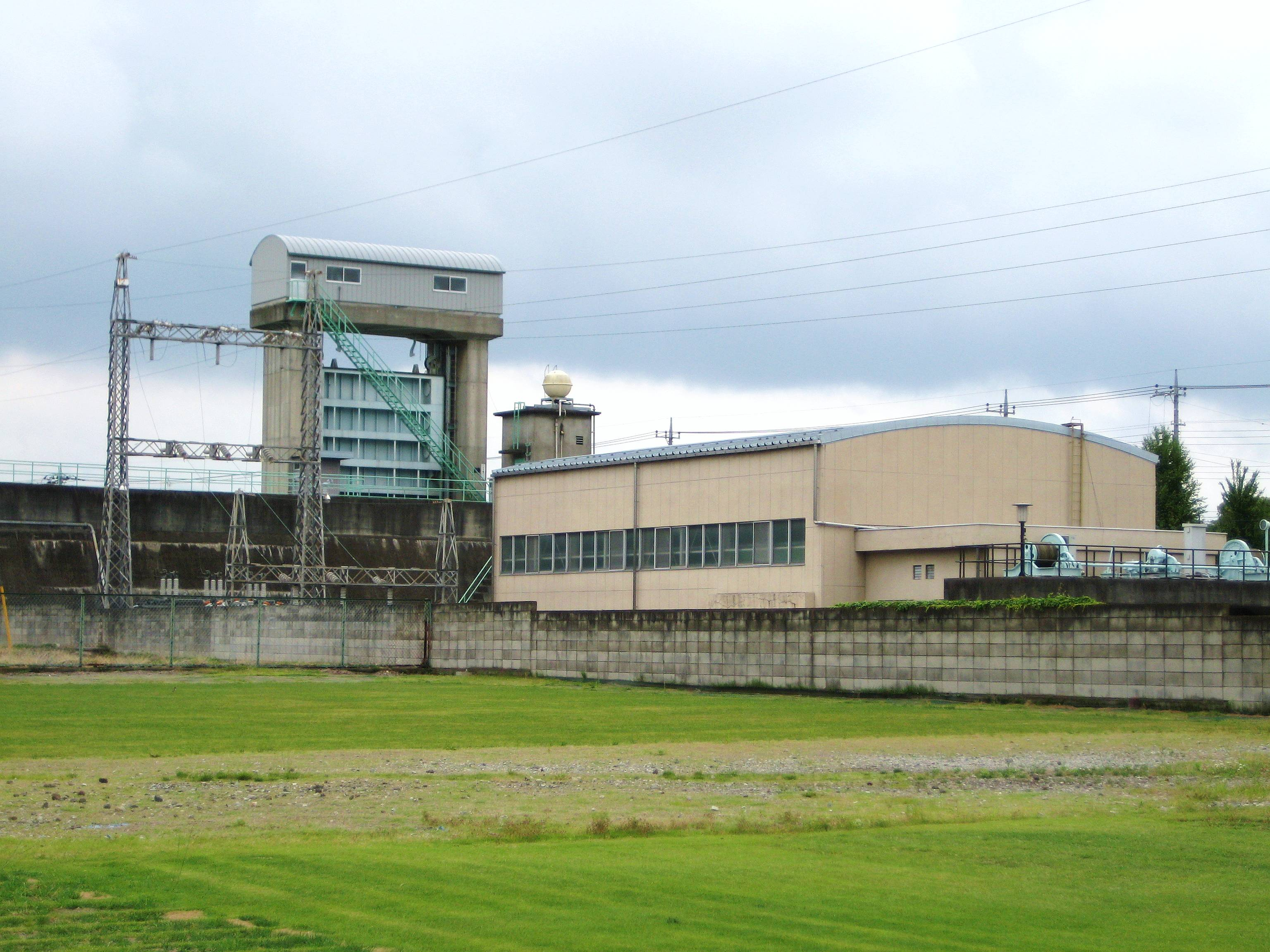
群馬県営小出発電所
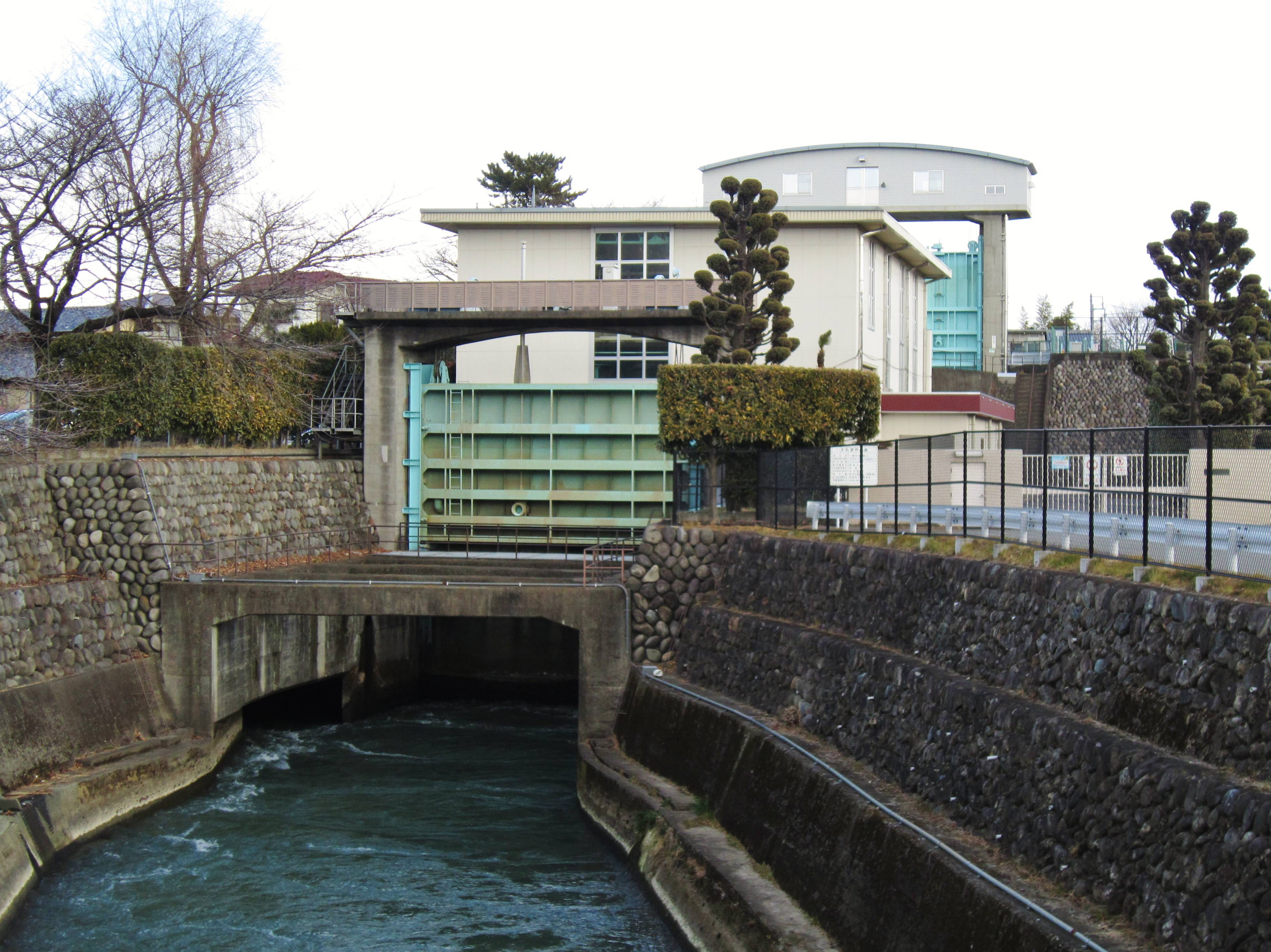
群馬県営柳原発電所

- 広瀬川河畔緑地（前橋市） - 国道17号～中央前橋駅間に整備された緑地。萩原朔太郎の「広瀬川」詩碑がある。「広瀬川河畔緑地緑道」で、昭和61年度手づくり郷土賞（ふれあいの水辺）受賞。平成17年度大賞受賞。
- ラブリバー親水公園うぬき（伊勢崎市安堀町）